# Concertrapsodie voor viool en orkest
De Concertrapsodie voor viool en orkest in bes mineur, opus 96 is een compositie van de Armeense componist Aram Chatsjatoerjan. Het in 1962 gecomponeerde werk is de eerste concertrapsodie van de set van drie rapsodieën die Chatsjatoerjan schreef; voorts schreef hij er nog een voor cello (1963) en piano (1967).

## Geschiedenis
Chatsjatoerjan droeg het werk op aan de Russische meesterviolist Leonid Kogan die ook soleerde met het Philharmonisch Orkest van Moskou op de première van 3 november 1962.

## Het werk
De concertrapsodie opent met een indringend thema voor de strijkers en blazers waardoor een gespannen sfeer wordt neergezet. Een vragend thema wordt gespeeld door de fluit en de harp die de viool aankondigen. De viool speelt een cadenza-achtige passage welke doorwerkt tot het hoofdthema onderbouwd door akkoorden van de blazerssectie. De muziek wordt wat speelser met een volksmuzieksfeertje waarna een krachtige versie van het hoofdthema terugkeert. Zigeunerachtige muziek dient zich aan waarin Chatsjatoerjans typische robuuste manier van componeren voor de blazers en slagwerk naar voren komt. Het openingsthema keert terug op een zangerige manier die wordt uitgebreid tot een krachtig virtuoos slot voor viool en orkest.